# آلیس دیگر اینجا زندگی نمی‌کند
آلیس دیگر اینجا زندگی نمی‌کند (به انگلیسی: Alice Doesn't Live Here Anymore) فیلمی در ژانر درام و عاشقانه به کارگردانی مارتین اسکورسیزی محصول سال ۱۹۷۴ است. الن برستین برای بازی در این فیلم جایزه اسکار بهترین بازیگر نقش اول زن را به دست آورد. این فیلم در سال انتشارش به دلیل موضوع خاصش بسیار معروف بود و حاشیه آفرینی کرد.

## خلاصه داستان
«آلیس گراهام» با نقش آفرینی برستین، بیشتر وقتش را به میانجی‌گری میان شوهر عبوسش، «دانلدهایت» (بوش) و پسر یازده سالهٔ بازیگوش‌شان، «تام» (لوتر) می‌گذراند. تا این که «دانلد» در سانحه‌ای کشته می‌شود و «آلیس» تصمیم می‌گیرد به دنبال آرزوی دیرینش، خوانندگی، برود.

## جوایز و نامزدی‌ها
- نامزد نخل طلای بهترین فیلم
- برنده بفتای بهترین فیلم
- برنده بفتای بهترین بازیگر نقش اول زن
- برنده بفتای بهترین بازیگر نقش مکمل زن
- برنده بفتای بهترین فیلمنامه اورجینال